# Hypsugo ariel
Il pipistrello leggiadro (Hypsugo ariel  Thomas, 1904) è un pipistrello della famiglia dei Vespertilionidi diffuso nell'Africa nord-orientale e in Israele.

## Descrizione

### Dimensioni
Pipistrello di piccole dimensioni, con la lunghezza della testa e del corpo tra 28 e 32 mm, la lunghezza dell'avambraccio tra 28 e 31 mm, la lunghezza della coda tra 30 e 34 mm e la lunghezza delle orecchie tra 9 e 10 mm.

### Aspetto
La pelliccia è lunga. Le parti dorsali sono giallo-brunastre chiare, con la base dei peli grigio ardesia, mentre le parti ventrali sono grigiastre chiare. Le orecchie sono relativamente corte e arrotondate, il margine interno è fortemente convesso alla base, dove è presente un piccolo lobo, e leggermente convesso sopra. Il margine esterno è convesso con un lobo antitragale arrotondato. Il trago è corto, con la punta arrotondata,  il margine anteriore diritto, mentre quello posteriore è convesso e con un piccolo lobo alla base. Le membrane alari sono marroni chiare ed attaccate posteriormente alla base delle dita dei piedi. La punta della lunga coda si estende oltre l'ampio uropatagio. Il calcar ha una carenatura terminale rudimentale.

## Biologia

### Alimentazione
Si nutre di insetti.

## Distribuzione e habitat
Questa specie è diffusa in una zona lungo il confine orientale tra Egitto e Sudan, nel Kordofan, Sudan centrale e nel Negev settentrionale, in Israele.

## Conservazione
La IUCN Red List, considerata la mancanza di informazioni recenti sull'areale, lo stato di conservazione e i requisiti ecologici, classifica H.ariel come specie con dati insufficienti (DD).